# أم تيمان
أم التيمان، مدينة في تشاد وهي عاصمة منطقة سلامات. وتعتبر واحدة من أغنى المناطق في البلاد.
وتبعد عن العاصمة التشادية إنجمينا حوالي 840 كيلومتر .

## التسمية
الاسم أم التيمان (بالفتحة على الهمزة) هو لفظ عربي يعني والدة التوأمين وسميت المدينة بهذا الاسم نسبة إلى أمرأة من بوفالو أنجبت تؤمين في المكان الذي كان نواة المدينة، والذي حمل فيما بعد هذا الاسم قبل أن ينمو ويتطور ليصبح مدينة. كذلك تُعرف أم التيمان باسم دبنقة وهو لفظ يعني باللغة المحلية يعني سلة المنتجات حيث تأتي معظم منتوجات البلاد من أسماك وخضروات وفاكهة ولحوم وغيرها من منطقة السلامات.

## التاريخ
قامت مشيخة سلامات في المنطقة منذ عدة أجيال وكانت تتبع سلطنة وداي. وكانت تتميز بروح الانفتاح والتعايش السلمي مع القبائل الأخرى. لكن هذا الانفتاح لا يعني غياب الاختلافات العرقية أو الثقافية أو الدينية بين مكونات المشيخة من وقت لآخر أو بينها وبين الجماعات الإثنية الأخرى رغم أن زعماء المنطقة كانوا يدعون إلى التمسك بوحدة السلامات ونبذ الانقسام والتشرذم فيها. وخلال الحروب الأهلية في تشاد شهدت المنطقة نزاعات مسلحة بين الحكومة المركزية والمتمردين حيث اعلنت حركة القوى المتحدة من أجل الديمقراطية تمكنها من الإستيلاء على المدينة في حين نفت الحكومة حدوث ذلك. 

## الموقع
تقع أم التيمان في مقاطعة السلامات جنوب شرق تشاد بين خطي 11 درجة و2 دقيقة شمال و20 درجة و17 دقيقة شرق.

## المناخ

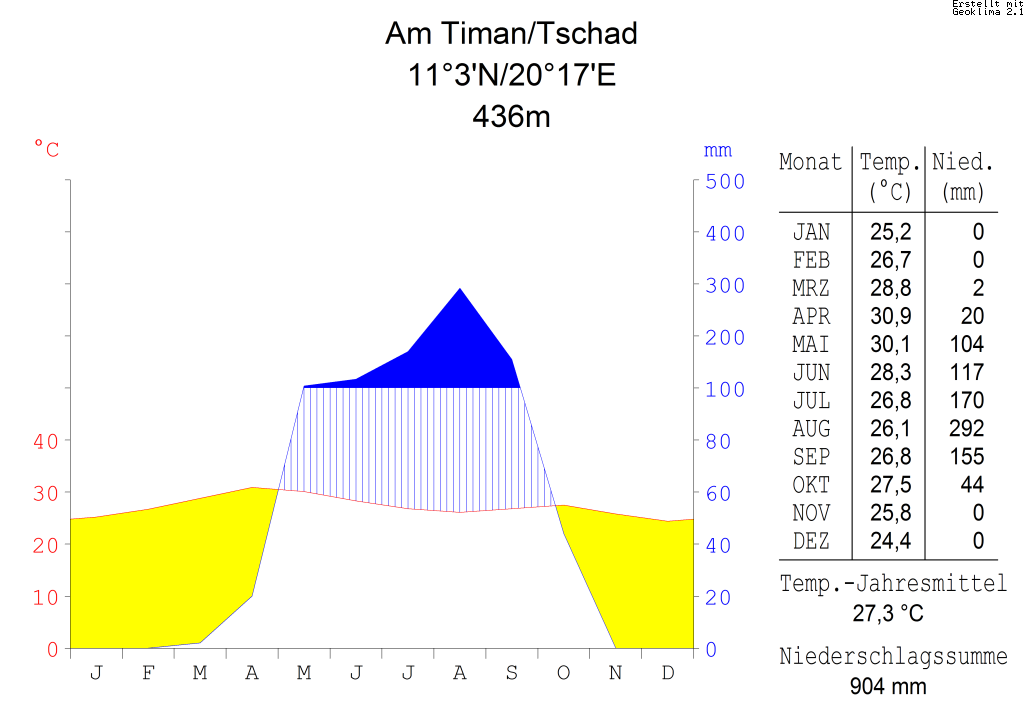
مخطط مناخي متري، ودرجة مئوية و مليمتر - بتنسيق فالتر وليث

مناخ المنطقة مداري جاف حيث درجة الحرارة ذروتها في الفترة ما بين شهري مارس / آذار وأبريل / نيسان لتسجل في المتوسط 40 درجة مئوية ( 104فرنهايت) وتنخفض درجة الحرارة في اغسطس / آب إلى 30 درجة مئوية ( 86 فهرنهايت) في المتوسط. وبسبب طول موسم الجفاف في المنطقة والذي يستمر لمدة سبعة أشهر تقريباً من السنة، فإن توفر المياه يصبح مشكلة في المنطقة مع تقدم أيام موسم الجفاف. كما لا يمكن الوصول إلى طبقات المياه الجوفية إلا بعد الحفر العميق في قيعان نهر بحر سلامات والذي يبدأ في التدفق مع بداية هطول الأمطار التي تصل إلى 250 مليمتر ( 9.8 بوصة) سنوياً في المتوسط.

## السكان
تقطن المدينة جماعات أثنية مختلفة وبشكل عام عرب  البقارة من قبائل السلامات، والحيماد،والمسيرية، والراشد، الأغلبية السكانية وقد بلغ عدد سكانها في عام 2008م حوالي 30.443 نسمة.

## الصحة والتعليم
لا توجد في المدينة جامعة، ولكن توجد مدارس ثانوية عربية، وفرنسية، ومزدوجة، وبها مستشفى عام بعض العيادات وبضع مراكز صحية صغيرة.

## الإقتصاد
يقوم اقتصاد المدينة على الزراعة والثروة الحيوانية والسياحة. وهي معروفة بغزارة الإنتاج الزراعي .

## النقل
يوجد في أم التيمان مطار،صغير تم تأهيله وتطويره من قبل :الفيلق الأجنبي الفرنسي في عام 1971م وذلك لتوفير الدعم الجوي لجهود مكافحة المتمردين في المنطقة. ( ورمزه في منظمة الأياتا هو AMC).